# Бавије
Бавије (фр. Bavilliers) је насељено место у Француској у региону Франш-Конте, у департману Територија Белфор. 
По подацима из 2011. године у општини је живело 4889 становника, а густина насељености је износила 1018,54 становника/km².

## Демографија
| 1962. | 1968. | 1975. | 1982. | 1990. | 2011. |
| ----- | ----- | ----- | ----- | ----- | ----- |
| 2.437 | 2.564 | 3.454 | 3.555 | 4.408 | 4.889 |